# Morgan Heritage

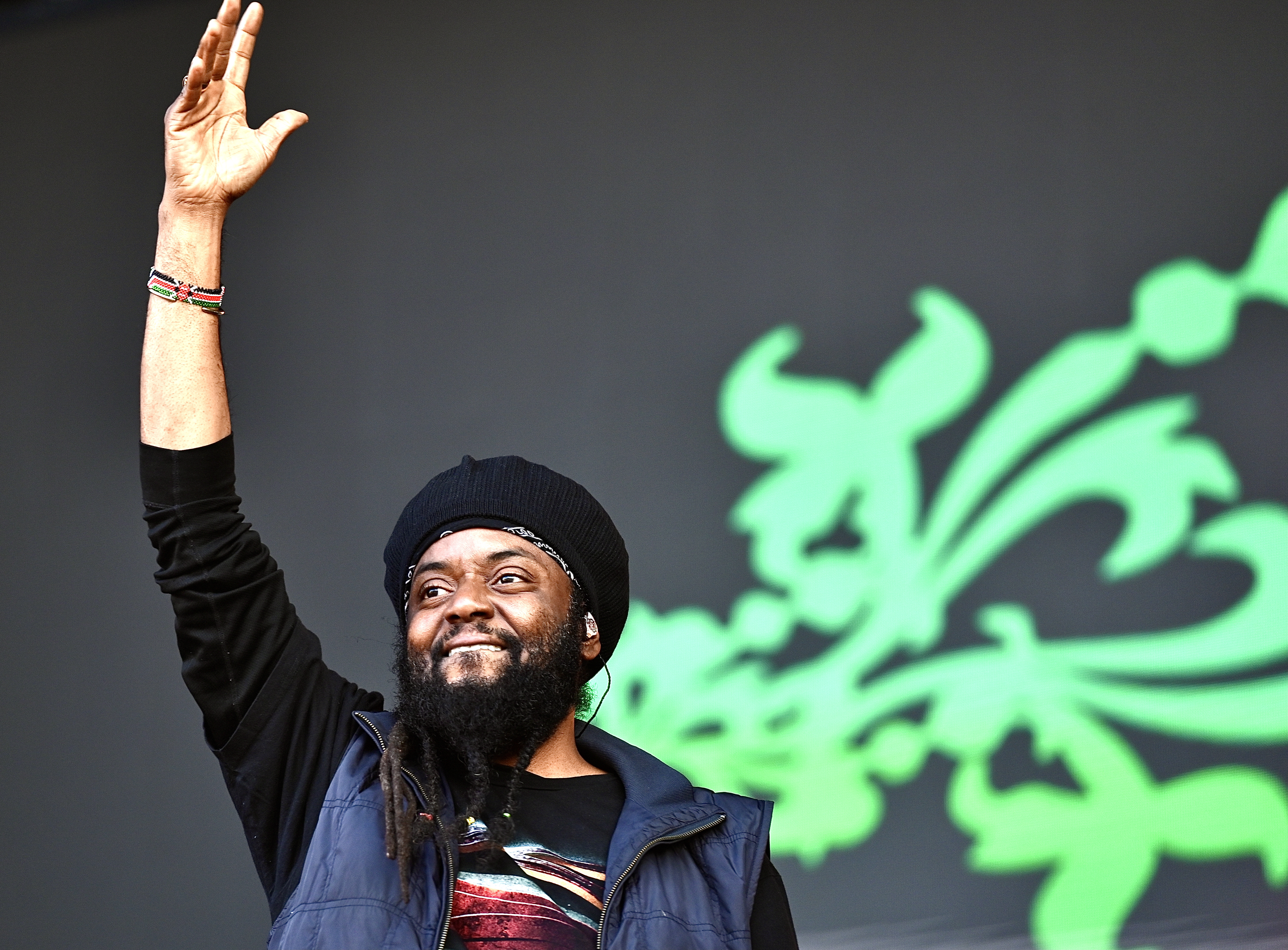
I Morgan Heritage in concerto al Reggae Geel 2022

I Morgan Heritage sono un gruppo musicale roots reggae formatosi nel 1994 da 8 dei 29 figli dell'artista Denroy Morgan, nati negli Stati Uniti ma cresciuti in Giamaica nella cultura rastafari.

## Carriera
Malgrado il fatto che il giovane gruppo sia entrato subito sotto l'ala della MCA subito dopo il debutto al Reggae Sunsplash di Montego Bay del 1992, il debutto è molto difficile. Dopo soli due anni esce il loro primo album, Miracle, che subisce però l'influenza dell'etichetta che impone una scelta musicale più commerciale; le critiche al prodotto sono particolarmente dure e parlano dell'album come di un disco reggae senz'anima. Lo stesso gruppo si rende presto conto che quello contenuto nell'album non è il reggae che hanno intenzione di fare.
Subito dopo l'album il gruppo torna in Giamaica, a corto di tre membri: restano infatti solo più Una, Peter e Gramp alla voce, Luke alla chitarra e Mr. Mojo alle percussioni. I membri del gruppo diventano più uniti tra di loro e la musica diventa più spirituale, pur mantenendo l'influenza della musica hip hop e r'n'b data dalla loro infanzia passata negli Stati Uniti. Registrano quattro album nello spazio di due anni: il primo è Protect Us Jah, uscito nel 1997 sotto VP Records e prodotto da Bobby "Digital" Dixon. In questo album il gruppo inserisce brani più roots come Exalt Jah o What Man Can Cry e pezzi più lovers rock come Let's Make Up o Me or You. L'anno successivo è la volta di One Calling, sempre per la VP Records, prodotto da Llyod "King Jammy" James. All'album partecipano giganti della musica reggae come Philip "Fattis" Burrell, Donovan Germaine, Tony Rebel o il sassofonista Dean Fraser, membro degli Stim Turban. Questi due album vengono registrati simultaneamente, e permettono al gruppo di guadagnare in Giamaica quella credibilità che avevano minato con il primo album, decisamente più commerciale. Nel 1999 arriva la prima compilation, Morgan Heritage Family and Friends Volume 1. Lo stesso anno arriva sempre per la VP Records e prodotto nuovamente da Bobbie Dixon un altro album in studio, Don't Haffi Dread, che li impone definitivamente sulla scena internazionale, portandoli al successo anche in Europa. I testi parlano di pace, l'amore e il senso della famiglia. Il titolo dà scandalo, visto che significa "Non serve avere dreadlock per essere un rasta", e pone i Morgan Heritage come leader di un movimento rasta più aperto.
Nel 2001 esce More Teachings, sempre per la VP Records, in cui i testi approfondiscono le tematiche spirituali di sempre. L'album viene seguito da un tour che tocca Stati Uniti, Europa e Africa.
Attualmente la struttura dei Morgan Heritage si occupa sia della parte artistica e sia della parte economica, che li aiuta a produrre i LMS, formato da tre fratelli minori, Lara, Miriam e Shy-Poo, che hanno pubblicato il loro primo album, Reality Check, nel 2000. Sono considerati tra i migliori gruppi reggae al mondo e collaborano con sia artisti contemporanei come Luciano, Buju Banton e Capleton che con veterani come Toots Hibbert e Edi Fitzroy. Nel 2008 esce l'album Mission In Progress.
Nel 2012 viene annunciato il ritorno dei Morgan Heritage con l'Ep dal titolo "The Return" che anticipa il nuovo album Here Come the Kings uscito l'11 giugno 2013..
Nel 2015 esce Stricly Roots per la CTBC Records.

## Formazione

### Formazione attuale
- Una Morgan - voce
- Denroy (Roy) "Gramps" Morgan - voce
- Nakhamyah "Lukes" Morgan - chitarra
- Memmalatel (Memo) "Mr. Mojo" Morgan - percussioni

### Ex componenti
- David Morgan (1992 - 1994)
- Jeff Morgan (1992 - 1994)
- Ray Morgan (1992 - 1994)
- Peter "JahPetes" Morgan (1992 - 2024)

## Discografia
- 1994 - Miracle (MCA)
- 1997 - Protect Us Jah (VP Records)
- 1998 - One Calling (VP Records)
- 1999 - Morgan Heritage Family and Friends Volume 1
- 1999 - Don't Haffi Dread (VP Records)
- 2000 - Live in Europe 2000 (VP Records)
- 2000 - Morgan Heritage Family and Friends Volume 2
- 2001 - More Teachings (VP Records)
- 2002 - Morgan Heritage Family and Friends Volume 3
- 2003 - Know Your Past (Heartbeat)
- 2003 - Three in One (VP Records)
- 2005 - Full Circle (VP Records)
- 2005 - Live in San Francisco (CRS)
- 2006 - Another Rockaz Moment: Live (VP Records)
- 2008 - Mission In Progress (VP Records)
- 2009 - Journey Thus Far - Best of (2009)
- 2013 - Here Come the Kings (VP Records)
- 2015 - Strictly Roots (CTBC Records)